# Bibi Bulak
Bibi Bulak (tetum „Verrückte Ziege“) war eine professionelle Drama- und Musiktruppe aus Osttimor. Sie war mit der timoresischen Kunstschule Arte Moris verbunden und teilten sich mit ihr die Räume in Dili. Sie wurde 2000 gegründet.
Bibi Bulak entwickelte Dramen und tourte damit durch das Land. Sie wurden oft von anderen Organisationen für Theaterbildungsprojekte gebucht. Außerdem schrieb, produzierte und spielte sie Musik, Bildungsdramen für das Radio und Kurzfilme. Alle Produktionen wurden in der Nationalsprache Tetum durchgeführt.
2009 schrieb und spielte Bibi Bulak die Radio-Seifenoper Domin Familia mit 24 Folgen ein. Mit dieser jeden Samstagabend auf Radio Timor-Leste (RTL) ausgestrahlten Sendung wollten das Gesundheitsministerium und die Vereinten Nationen Themen wie Familienplanung und sichere Mutterschaft der breiten Öffentlichkeit näherbringen. In der Geschichte verliebt sich Lena Amaral, die jüngste Tochter der Familie in Julio, den Sohn eines Hahnenkampfbetreibers.
Am 26. März 2010 soll Bibi Bulak geschlossen worden sein. Einige der ehemaligen Mitglieder wollten aber unter dem Namen „Bibi 2010“ eine neue Theaterschule bei Arte Moris gründen. Weitere Gruppen, die von Alt-Mitgliedern gegründet wurden, sind Sikat Leet und Laloron Reyak.